# Клірфілд (Пенсільванія)
Клірфілд (англ. Clearfield) — місто (англ. borough) в США, в окрузі Клірфілд штату Пенсільванія. Населення — 5962 особи (2020).

## Географія
Клірфілд розташований за координатами 41°1′17″ пн. ш. 78°26′22″ зх. д. / 41.02139° пн. ш. 78.43944° зх. д. (41.021498, -78.439398). За даними Бюро перепису населення США в 2010 році місто мало площу 4,87 км², з яких 4,67 км² — суходіл та 0,20 км² — водойми.

## Демографія
Згідно з переписом 2010 року, у селищі мешкало 6215 осіб у 2935 домогосподарствах у складі 1603 родин. Густота населення становила 1276 осіб/км². Було 3331 помешкання (684/км²).
Расовий склад населення:
| - 97,3 % — білих - 0,8 % — чорних або афроамериканців - 0,4 % — азіатів - 0,1 % — корінних американців |

До двох чи більше рас належало 1,1 %. Частка іспаномовних становила 0,9 % від усіх жителів.
За віковим діапазоном населення розподілялося таким чином: 19,8 % — особи молодші 18 років, 61,9 % — особи у віці 18—64 років, 18,3 % — особи у віці 65 років та старші. Медіана віку мешканця становила 42,8 року. На 100 осіб жіночої статі у селищі припадало 92,1 чоловіків; на 100 жінок у віці від 18 років та старших — 89,0 чоловіків також старших 18 років.
Середній дохід на одне домашнє господарство становив 45 441 долар США (медіана — 37 070), а середній дохід на одну сім'ю — 61 107 доларів (медіана — 52 515). Медіана доходів становила 42 214 долари для чоловіків та 29 056 доларів для жінок. За межею бідності перебувало 16,8 % осіб, у тому числі 19,9 % дітей у віці до 18 років та 10,0 % осіб у віці 65 років та старших.
Цивільне працевлаштоване населення становило 2761 особа. Основні галузі зайнятості: освіта, охорона здоров'я та соціальна допомога — 22,6 %, роздрібна торгівля — 17,7 %, мистецтво, розваги та відпочинок — 9,6 %, фінанси, страхування та нерухомість — 9,0 %.